# Павел Чернев
Павел Михайлов Чернев е български политик, народен представител в XL народно събрание от листата на Национално обединение Атака. От 2007 година е лидер на партия Свобода. От 2012 г. е политически секретар на неформалната организация „Православна зора“. По професия е адвокат. Владее английски и руски език.

## Биография
Павел Чернев е роден на 10 юли 1969 г. в град София. Завършва висше юридическо образование в Софийския университет „Св. Климент Охридски“ през април 1993 година. В края на 80-те на 20 век взема участие в студентските движения за демокрация и гласност. Участва в подписката на „Екогласност“. През ноември 1989 г. е съучредител на Федерацията на независимите студентски дружества. Активен участник е в студентската окупационна стачка от лятото на 1990 г. До края на 1993 г. е стажант в Софийския окръжен съд. От 1995 г. е адвокат от Софийската адвокатска колегия.

## ВМРО
През януари-февруари 1997 г. е активен участник в организацията на протестите на обединените демократични сили за сваляне правителството на Жан Виденов и провеждането на извънредни избори. В средата на същата година е съучредител и заместник-председател на организацията „ВМРО-Спомагателна“, известна с действията си срещу навлизането на секти в България. В началото на 1999 г. „ВМРО–Спомагателна“ се саморазпуска и се влива във ВМРО – БНД. Там Павел Чернев доразвива дейността си по отпор на противоконституционните секти в България.
През 2001 г. Павел Чернев е кандидат за народен представител от коалицията „ВМРО – Гергьовден“, През юни 2003 г. в егалитарното списание „Егоист“ е публикувана култова статия „В името на Отца“, описваща Чернев и неговите сподвижници като качествено нов тип патриоти, нямащи нищо общо с неофашизма, шовинизма и антисемитизма. През октомври 2003 г. претърпява тежка гръбначна операция поради спортна травма, което налага дълго възстановяване. През 2004 г. напуска ВМРО по здравословни причини.

## Партия „Атака“
През март 2005 г. е кандидат-народен представител от „Коалиция Атака“, като на 25 юни е избран от 23 МИР – София. На 11/13 ноември 2005 г. Чернев участва в международна среща – конгрес на националистически и патриотични партии и организации от Европа, организирана във Виена от австрийската „Партия на Свободата“ (FPO). На конгреса се приема програмна декларация за общи политически действия на патриотите, известна още като Виенската декларация от 2005 г. Неин съавтор е и Павел Чернев.
На 7 април 2006 г. след пътен инцидент на магистрала „Тракия“, Волен Сидеров – лидер на партия „Атака“, и Павел Чернев дават първоначални показания пред органите на МВР, които впоследствие и двамата променят. Възниква сериозен скандал. Това, както и задълбочилите се идеологически и политически противоречия между двамата лидери, става повод Чернев да скъса последователно с партия Атака и парламентарната група на „Коалиция Атака“. На проведените през октомври 2007 г. местни избори Павел Чернев е кандидат за кмет на София. Основна теза на програмата му е недопускане строеж на нови джамии в София.

## Партия „Свобода“
През 2007 г. се учредява партия „Свобода“, оглавена от Чернев. В началото на 2008 г. след признаването на  Косово за държава от правителството на Република България, Павел Чернев демонстративно къса знамето на Косово на трибуната в Парламента.
През периода януари-септември 2008 г. в Австрия и Брюксел (Белгия) са проведени редица срещи на ръководителите на „Свобода“ и австрийски и белгийски политици, интелектуалци, издатели и журналисти, с което се утвърждава мястото на партия „Свобода“ и нейният лидер Павел Чернев в семейството на европейските патриотични сили. През септември 2008 г. във Виена от Чернев и други ръководители на „Свобода“ са проведени последователни срещи с уважавания политик Йорг Хайдер, лидер на „Съюз за бъдещето на Австрия“ (BZO), Еволд Щадлер – депутат от австрийския Парламент и също висш функционер на BZO и редица други дейци на тази партия, което довежда до политически съюз между двете партии. Делегация на партия „Свобода“ и Чернев гостуват и подпомагат предизборната кампания на Йорг Хайдер и BZO в Австрия за парламентарните избори през 2008 г. Павел Чернев е последният български политик, срещал се с Йорг Хайдер, преди смъртта му на 10 октомври 2008 г.
В началото на 2009 г. е установен контакт с Йенс-Петер Бонде, дългогодишен евродепутат и един от най-известните евроскептици, известен още като „Мистър Прозрачност“ – един от създателите на международното евроскептично движение „Либертас“. На 5 февруари 2009 г. Чернев става един от съучредителите на „Либертас“. На 1 май 2009 г. в Рим се провежда учредителен конгрес на „Либертас“, като за България се подписва Павел Чернев. За парламентарните избори на 5 юли 2009 г. партия „Свобода“ се коалира с патриотичната партия на офицерите от запаса „Защита“. Павел Чернев е кандидат от Бургас. На 2 септември 2009 г. Чернев и активът на партия „Свобода“ се присъединяват към движението „SIOE – Stop Islamisation Of Europe“. Като последователно през следващите години вземат участие в съвместни протести във Великобритания, Хароус и Лондон, Копенхаген (Дания), Аархус (Швеция), Брюксел (Белгия), Стокхолм (Швеция).
През 2010 г. Павел Чернев взема участие в NGO сесията на ООН във Виена като правен консултант на български неправителствени организации. През 2010 г. партия „Свобода“ действа заедно с „Партия за хората от народа“ в евроскептичен политически проект. През 2011 г. Павел Чернев е издигнат от „Партия за хората от народа“ като кандидат-президент на президентските избори през 2011 г. с една силно евроскептична програма, настояваща за свикване референдум за излизане България от ЕС. По-късно „Партия за хората от народа“ прекратява дейността си.

## Други дейности
През 2011/2012 г. Павел Чернев се присъединява към съпротивата на православните анклави в Косово срещу установяване на албанска власт там. Заедно с активисти и съмишленици взема участие в действията и застава заедно с местните хора на барикадите на р. Ибър в Косовска Митровица. По време на проведените местни избори в населените с православни сърби общини в Северно Косово на 6 май 2012 г. Павел Чернев е наблюдател на изборните процеси в община Зубин Поток. През този период заедно с Живко Иванов основават неформалната организация „Православна зора“. През април 2012 г. Павел Чернев се включва в международната неправителствена организация „Център за геополитически анализи“, оглавявана от Матеуш Пискорски (Полша), чиято идеална цел е наблюдение изборните процеси в различни държави. Като част от тази НПО Павел Чернев е международен наблюдател на изборни процеси в Северно Косово местни избори 2012 г.; Нагорни Карабах – президентски избори 2012 г.; Молдова – Автономна област Гагаузия – местен референдум 2 февруари 2014 г., Крим – референдум за присъединяване към Русия 16 март 2014 г. Бил е също така секретар на „Партия за хората от народа“.

## Кино и телевизия
От 12 юли до 4 септември 2009 г. Павел Чернев участва в снимките на игралния филм „Мисия Лондон“ на режисьора Димитър Митовски в Лондон. Филмът става най-гледаната българска кинопродукция с над 4 000 000 кинозрители. Впоследствие Павел Чернев взема участие като актьор в култовия сериал „Под прикритие“ (2012), както и в други игрални и документални филми и сериали. През 2013 г. участва в петото издание на „VIP Brother“ в България. През април 2014 г. партия „Свобода“ на Павел Чернев заедно с партия „Либертас“ – България формират „Коалиция Националистически партии на България – НПБ“ за участие в Евроизбори 2014 г. Председател на коалицията е Симеон Костадинов. През август 2014 г. Павел Чернев присъединява партия „Свобода“ към коалицията „Патриотичен фронт“ с цел участие на Парламентарни избори 2014 г.

## Смърт
Павел Чернев внезапно умира на 19 март 2016 г. в София от белодробна емболия.